# ゴラン・フィリペツ
ゴラン・フィリペツ（Goran Filipec、1981年 - ）は、クロアチア出身の著名なコンサートピアニストであり、特にフランツ・リストの作品に対する深い理解と演奏で知られています。彼の演奏は、技術的な卓越性と豊かな表現力で高く評価されている。

## 生い立ちと教育
1981年、クロアチアのリエカに生まれた。幼少期から音楽に親しみ、地元の音楽学校でピアノを学びました。その後、モスクワ音楽院、ハーグ王立大学院、ケルン音楽大学、ザグレブ音楽院など、ヨーロッパ各地の名門音楽院で研鑽を積みました。主な師としては、ナウム・グルーベルト、ナタリア・トゥルル、オクサナ・ヤブロンスカヤ、エフゲニー・ザラフィアンツらが挙げらる。

## 受賞歴と演奏活動
2009年のホセ・イトゥルビ国際音楽コンクール（ロサンゼルス）、2010年のパルナソス国際ピアノコンクール（モンテレイ）、2012年のガバラ国際ピアノコンクール（アゼルバイジャン）など、数々の国際的なピアノコンクールで上位入賞を果たした[en]。
演奏活動においては、2006年にニューヨークのカーネギーホールでデビューを果たし、その後、ミラノのオーディトリウム、サンクトペテルブルクのマリインスキー劇場、パリのフィルハーモニー・ド・パリ、ブダペストのベーラ・バルトーク国立コンサートホールなど、世界各地の著名なホールで演奏を行っている。

## 学術的な研究と教育活動
演奏活動の傍ら、フィリペツはパリ・ソルボンヌ大学およびパリ国立高等音楽院の博士課程において、パガニーニがピアノ作品に与えた影響に関する研究を行いなった。この研究は、音楽解釈における主観性の重要性を強調し、彼の演奏スタイルにも大きな影響を与えている。

## ディスコグラフィー
ディスコグラフィーには、以下のようなアルバムが存在する。
リスト：パガニーニによる超絶技巧練習曲集
2016年にリリースされたこのアルバムは、リストのパガニーニによる超絶技巧練習曲全曲を収録しており、フランツ・リスト協会からグランプリ・デュ・ディスクを授与された。
イヴォ・マチェク：ピアノ作品全集
2014年にリリースされたこのアルバムは、クロアチアの作曲家イヴォ・マチェクのピアノ作品全集を収録している。
リスト：アニバーサリー・レゾナンス
2012年にリリースされたこの2枚組アルバムは、リストの作品を集めたもので、彼の多様な作風を堪能できる。
ラフマニノフ＆ムソルグスキー：ピアノ作品集
2006年にリリースされたこのアルバムは、ラフマニノフとムソルグスキーのピアノ作品を収録している。

## 評価と影響
演奏は、批評家から高い評価を受けています。グラモフォン誌のジェレミー・ニコラス氏は、難曲であることを忘れさせるようなテクニックで、フィリペツは聴き手に生演奏のスリルをもたらすだけでなく、そこに無邪気さや遊びをみせていると述べている。
また、ニューヨーク・コンサートレビュー誌のエディス・アイスラー氏は、流れるようなパッセージ、輝かしいトリル、歌われたメロディ、重厚な和音がホールを満たした。彼はテンポのゆるやかな楽章のなかにドラマをとらえ、暗闇とメランコリーを描き出したと評している。